# Simon Lüthi
Simon Lüthi (* 12. September 1986 in Langnau im Emmental) ist ein Schweizer Eishockeyspieler, der seit 2022 beim EHC Chur aus der MyHockey League unter Vertrag steht.

## Karriere
Simon Lüthi begann seine Karriere als Eishockeyspieler in seiner Heimatstadt in der Nachwuchsabteilung der SCL Tigers. Parallel gab er in der Saison 2002/03 sein Debüt im professionellen Eishockey für den HC Thurgau in der Nationalliga B. Von 2003 bis 2005 trat der Verteidiger für den EHC Olten in der NLB an, während er parallel in der Saison 2004/05 sein Debüt für die Profimannschaft der SCL Tigers in der Relegation der Nationalliga A gab. Ab 2005 war er Stammspieler bei den SCL Tigers in der NLA. Zur Saison 2013/14 wurde Lüthi vom EV Zug unter Vertrag genommen.
Für die Zuger stand er bis 2017 auf dem Eis, ehe die Rückkehr zum EHC Olten folgte. Im August 2022 schloss er sich per Zweijahresvertrag dem EHC Chur aus der MyHockey League an.

### International
Für die Schweiz nahm Lüthi an der U18-Junioren-Weltmeisterschaft 2003, der U18-Junioren-Weltmeisterschaft der Division I 2004 sowie der U20-Junioren-Weltmeisterschaft 2006 teil.

## Erfolge und Auszeichnungen
- 2004 Aufstieg in die Top-Division bei der U18-Junioren-Weltmeisterschaft der Division I

## NLA-Statistik
(Stand: Ende der Saison 2011/12)